# جورج أ. مالكولم
جورج أ. مالكولم (بالإنجليزية: George A. Malcolm)‏ هو قاضي أمريكي، ولد في 5 نوفمبر 1881 في كونكورد في الولايات المتحدة، وتوفي في 16 مايو 1961 في لوس أنجلوس في الولايات المتحدة.